# Tributo ad Augusto
Tributo ad Augusto (en castellano: «Tributo a Augusto») es un álbum tributo en estudio de versiones de la banda italiana Nomadi, lanzado en Italia en 1995 e interpretado por varios artistas italianos, además de los chilenos Inti-Illimani.
El título del álbum alude a Augusto Daolio, vocalista de Nomadi fallecido en 1992.
La versión en vinilo de este álbum es muy rara y costosa.

## Lista de canciones
Toda la música compuesta por Nomadi. 
| Tributo ad Augusto |                                                |                              |          |  |
| N.º                | Título                                         | Intérprete                   | Duración |  |
| 1.                 | «Noi non ci saremo» (*)                        | Francesco Guccini y Nomadi   | 3:12     |  |
| 2.                 | «Dio è morto»                                  | Luciano Ligabue              | 3:58     |  |
| 3.                 | «Il vecchio e il bambino»                      | Teresa De Sio                | 4:10     |  |
| 4.                 | «La canzone del bambino nel vento (Auschwitz)» | Gang                         | 6:15     |  |
| 5.                 | «Io vagabondo»                                 | Gianna Nannini y Timoria     | 4:10     |  |
| 6.                 | «Crescerai»                                    | Coro Dell'Antoniano y Nomadi | 3:50     |  |
| 7.                 | «Ricordati di Chico»                           | Elio Revè y Su Charangon     | 5:00     |  |
| 8.                 | «C'è un re»                                    | Inti-Illimani                | 3:40     |  |
| 9.                 | «L'auto corre lontano, ma io corro da te»      | Alice                        | 5:11     |  |
| 10.                | «Canzone per una amica»                        | Enrico Ruggeri               | 4:55     |  |
| 11.                | «Atomica cinese»                               | Modena City Ramblers         | 3:31     |  |
| 12.                | «Come potete giudicar»                         | Dennis & The Jets            | 3:10     |  |
| 13.                | «Noi non ci saremo»                            | C.S.I.                       | 4:45     |  |
| 14.                | «Io vagabondo»                                 | Pubblico Nomade              | 4:39     |  |
| 1:00:26            |                                                |                              |          |  |

- Este tema corresponde al Album concerto grabado en directo por Francesco Guccini y Nomadi en 1979.